# Vachirawit Chiva-aree
Vachirawit Chivaaree, conosciuto a livello professionale come Bright Vachirawit o più semplicemente Bright (in thailandese วชิรวิชญ์ ชีวอารี; Nakhon Pathom, 27 dicembre 1997), è un attore, cantante e modello thailandese di origini cinesi e americane. È il fondatore del merchandise ASTRO Stuffs e dell'agenzia Cloud9 Entertainment.
È conosciuto a livello internazionale grazie al ruolo di Sarawat che ha interpretato nella serie TV 2gether: The Series.
Nel 2021 entra a far parte del cast della serie F4 Thailand, adattamento del manga Hanayori Dango.

## Biografia
Vachirawit è nato da padre thailandese-americano e madre thailandese-cinese; dopo il divorzio dei genitori è cresciuto in Thailandia insieme ai suoi cugini da parte di madre. Lo zio è proprietario di una scuola di musica: già all'età di 10 anni, Vachirawit aveva imparato a suonare diversi strumenti musicali, tra cui basso, chitarra e batteria.
Vachirawit ha completato il suo percorso di formazione secondaria inferiore presso la scuola Suankularb Wittayalai e ha preso il diploma superiore alla scuola Triam Udom Suksa. In seguito ha frequentato il Thammasat English Programme of Engineering (TEPE) presso la facoltà di ingegneria della Thammasat University, ma ha poi deciso di conseguire la laurea in marketing (programma internazionale) all'università di Bangkok.

## Filmografia

### Cinema
- Love Say Hay (2016)[15]
- 2gether: The Movie, regia di Weerachit Thongjila (2021)[15]

### Televisione
- Strawberry Krubcake (2013)
- The Beginning (2013)[15]
- Karma (2014)
- I Sea U (2018)
- Love Songs Love Series: Rao Lae Nai (2018)
- Roop Thong (2018)
- Social Death Vote (2018)
- Love Songs Love Series: Ja Ruk Reu Ja Rai (2018)
- Love Songs Love Series: Gor Koey Sunya (2018)
- Yuttakarn Prab Nang Marn (2018)
- Toe Laew (Season 1) (2019)
- Korn Aroon Ja Roong (2019)
- My Ambulance (2019)[15]
- Heha Mia Navy (2019)
- 2gether: The Series (2020)[15]
- Play2gether (2020)
- Bright - Win Inbox (2020)[15]
- Still 2gether (2020)[15]
- Toe Laew (Season 2) (2020)
- In Time With You: Thueng Ham Jai Kor Ja Rak (2021)
- F4 Thailand (2021)[15]

## Riconoscimenti
- 2020 – Kazz Award
  - Vinto – Kazz Magazine's Favorite per 2gether: The Series & Still 2gether[16]
- 2020 – LINE Thailand People's Choice Awards
  - Vinto – Best Couple per 2gether: The Series  & Still 2gether[17]
- 2020 – Maya Awards
  - Nominato – Best Couple per 2gether: The Series (serie televisiva 2020)  & Still 2gether[18][19]